# Partamona orizabaensis
Partamona orizabaensis är en biart som först beskrevs av Embrik Strand 1919.  Partamona orizabaensis ingår i släktet Partamona och familjen långtungebin. Inga underarter finns listade i Catalogue of Life.